# 松尾鉱業鉄道
松尾鉱業鉄道（まつおこうぎょうてつどう）は、かつて岩手県岩手郡松尾村（現八幡平市）の東八幡平駅と、西根町（同）の日本国有鉄道（国鉄、現JR東日本）花輪線の大更駅との間を結んでいた鉄道路線である。
運営主体は松尾鉱業の鉄道部であった。松尾村にあった松尾鉱山と花輪線を結ぶ目的で敷設されたもので、1914年（大正3年）の創立時には手押しトロッコであったが、馬車鉄道、軽便鉄道、専用鉄道と変遷を繰り返したのち、太平洋戦争後の1948年（昭和23年）に地方鉄道として開業した。
接続する花輪線が現在に至るまで非電化のなか、当線は直流1500 Vで電化されており、大更駅構内にも架線が張り巡らされ、松尾鉱山で採掘された硫黄鉱石をはじめ、その他各種物資の輸送に大きな役割を果たした。鉱山町に住む従業員や家族のため、阪和電気鉄道由来の高速電車を投入して旅客輸送も行い、八幡平を訪れる観光客の重要な足にもなっていた。
回収硫黄の普及に伴う松尾鉱山の閉山により1972年（昭和47年）に廃止された。

## 路線データ
廃止時点
- 路線距離（営業キロ）：12.2 km
- 軌間：1067 mm
- 駅数：4駅（起終点駅含む）
- 複線区間：なし（全線単線）
- 電化区間：全線電化（直流1500 V）

## 運行概要
1967年（昭和42年）10月当時
- 運行本数：東八幡平 - 大更間11往復
- 所要時間：全線21 - 23分

1962年夏には国鉄上野駅から臨時夜行急行列車「八幡平」が乗り入れていた。下りは急行「臨時十和田」（上野 - 好摩 - 十和田南）に併結され、上りは「臨時十和田」の他盛岡で「臨時いわき」を併結していた。いずれも松尾鉱業鉄道線内は普通列車である。

## 歴史
- 1914年（大正3年）12月 手押しトロッコとして開業
- 1929年（昭和4年）3月 内燃化。車両はアメリカプリマス1台、ホイットコム2台[2]
- 1933年（昭和8年）11月6日 専用鉄道免許状下付[3]
- 1934年（昭和9年）3月30日 専用鉄道開業（松尾村 - 大更村間）[3]
- 1948年（昭和23年）3月15日 屋敷台 - 大更間が地方鉄道として開業[1]
- 1951年（昭和26年）8月10日 直流1500 Vにより電化
- 1951年（昭和26年）7月2日 バス事業開始。元山-変電所-屋敷台間、6.0キロ、1日5往復[4]
- 1960年（昭和35年）路線・貸切バス事業を八幡平観光に移管
- 1962年（昭和37年）1月1日 屋敷台駅を東八幡平駅に改称
- 1967年（昭和42年）八幡平観光が八幡平観光道路開通に合わせ岩手県北自動車と共同運行で、盛岡 - 八幡平頂上間の直通バス運行開始
- 1968年（昭和43年）12月18日 会社更生法申請[5]
- 1969年（昭和44年）12月12 日 全列車運休（その後貨物輸送のみ再開）[5]
- 1970年（昭和45年）2月1日 旅客営業廃止（実施）[5]
- 1970年（昭和45年）2月5日 八幡平観光がバス事業を岩手県北自動車に讓渡
- 1972年（昭和47年）10月10日 全線廃止[1]

## 駅一覧
廃止時点。括弧内の数値は営業キロ
東八幡平駅（ひがしはちまんたい、0.0） - 鹿野駅（ししの、7.1） - 田頭駅（でんどう、9.7） - 大更駅（おおぶけ、12.2）

## 接続路線
- 大更駅：国鉄花輪線

## 輸送実績
| 年度 | 輸送人員（人） | 貨物量（トン） |
| ---- | -------------- | -------------- |
| 1949 | 330,508        | 541,413        |
| 1952 | 493,683        | 749,181        |
| 1958 | 417,000        | 642,289        |
| 1963 | 527,000        | 707,543        |
| 1966 | 583,000        | 648,755        |
| 1970 | -              | 261,166        |

## 使用車両

### 蒸気機関車
自社発注したC118を除き鉄道省からの払い下げで、蒸気機関車はすべて専用鉄道時代からのもの
2500形 （国鉄2520,2636,2522,2518,2617 → 改番 2501 - 2505）
1934年（昭和9年）に3両、1935年（昭和10年） に2両払い下げ。 0-6-2 (C1) 形タンク機関車。1951年（昭和26年）、電化により廃車
4110形 （国鉄4115, 4116, 4148 →　改番 4115 - 4117）
1936年（昭和11年）、1938年（昭和13年）、1941年（昭和16年） に払い下げ。0-10-0 (E) 形タンク機関車。1951年（昭和26年）、電化により廃車
C11形 (C118)
1942年（昭和17年）日立製作所製の自社発注機で、国鉄C11形の同形機。1952年（昭和27年）雄別鉄道に譲渡

### 電気機関車

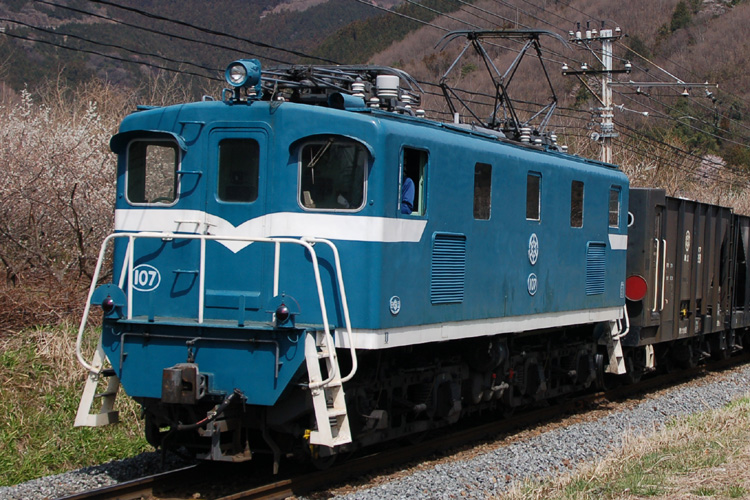
秩父鉄道デキ107（元ED501）

ED25形 (ED251，ED252)
1951年（昭和26年）東芝製。入換用電気機関車。ED50形の代わりに本線の列車を牽引することもあった。廃止後、ED252はそのまま廃車となった。ED251も同様の処分となる予定であったが盛岡市の業者に引き取られて保管され、その後1993年（平成5年）より松尾村歴史民俗資料館（現・八幡平市松尾鉱山資料館）で静態保存されている。
ED50形 (ED501, ED502)
1951年（昭和26年）日立製作所製。廃止後秩父鉄道に譲渡、同社デキ107・108となる。

### 電車
モハ20形（モハ201, モハ202）
元阪和電気鉄道モヨ100形。1968年（昭和43年）、国鉄から払い下げ。電車の選定にあたっては元宮城電気鉄道の電車も候補になったが付随車を牽引して勾配を登れることが決め手となった。単行（1両）での運転が主なため片運転台を両運転台に復元し、塗装はクリームとマルーンに塗り分けた。寒冷地につき冬期は中央扉は締め切りとし両端の扉は半自動とした。観光シーズンになると盛岡駅発の国鉄の気動車が乗り入れてくるのでそれを連結して東八幡平へ運転していた。廃止後、弘南鉄道に譲渡され、同社モハ2025・2026となった。

### 客車
ハフ1（ハフ1 - 5）
木造の二軸緩急車。ハフ1, 2, 5は元国鉄のハフ2661形、ハフ3は元国鉄ハ1005、ハフ4は元国鉄（越後鉄道の車両を国有化）ハフ3451。後年、ハフ1がユニフ1、ハフ2がユニ2、ハフ4がハニ4へと改造された。
ホハフ6
元日本鉄道「ろは20形」木造ボギー客車で1900年（明治33年）に大宮工場で製造。国有化後にホロハ5742→ホロハフ5907→ホロハフ1902→ホハフ2612となり松尾鉱業に入線、ホハフ6となった。1951年（昭和26年）に廃車になった。
スハフ7（スハフ32形）
事故で1948年（昭和23年）に廃車された国鉄スハ32671（1938年〈昭和13年〉新潟鐵工所製）の譲渡をうけ再生したもの。1971年（昭和46年）廃車。なおスハ32系客車の民鉄への譲渡で2例しかないうちの1例である。
ナハフ8
木造ボギー客車で元国鉄ナハフ14381（1911年汽車製造製）1930年（昭和5年）に日本車輌東京支店で改造を受けているが外観は原型を保っている。
オハフ9（オハフ32形）
戦災により1946年（昭和21年）に廃車された国鉄スニ3018（1927年〈昭和2年〉日本車輌製）を譲り受けたもの。荷物車を客車に改造したもので、台枠を延長して車体長さを20 mとし、二重屋根・折妻から円屋根・切妻の形態となり、原型をとどめない。
オハフ10（オハフ32形）
戦災により1948年（昭和23年）に廃車された国鉄スロハ321（1940年新潟鉄工所製）を譲り受けたもの。松尾鉱山関係の重役などが乗車する特別室が設けられていた。
ナハフ11（オハフ32形）
元国鉄のナハフ14386（1910年日本車輌製）で、ナハフ8とは同じ形式（14100）であった。1953年（昭和28年）に払下げられ国鉄盛岡工場で鋼体化された。オハフ10と同様に特別室が設けられている。定員120名

### 貨車
有蓋車ワ7両、ワフ4両、無蓋車ト7両、トム9両計27両（1954年時）。大半が払い下げであった。